# Brachythecium schlosseri
Brachythecium schlosseri là một loài rêu trong họ Brachytheciaceae. Loài này được Sendtn. A. Jaeger mô tả khoa học đầu tiên năm 1878.